# Schizoanalisi
La schizoanalisi, anche chiamata ecosofia, pragmatica, micropolitica, rizomatica o nomadologia (in francese: schizoanalyse; schizo- dal greco σχίζειν skhizein, che significa "dividere") è un insieme di teorie e tecniche sviluppate dal filosofo Gilles Deleuze e dallo psicoanalista Félix Guattari, primo esposti nel loro libro Anti-Edipo (1972) e proseguiti nel loro lavoro successivo, Mille piani (1980).

## Panoramica
Questa pratica ha acquisito molte definizioni, usi e articolazioni diverse nel corso del suo sviluppo nel lavoro collaborativo e individualmente nel lavoro di Guattari; per esempio, nella sua opera finale Chaosmosis, spiegò che "invece di muoversi nella direzione di modificazioni riduzioniste che semplificano il complesso", la schizoanalisi "lavorerà verso la sua complessificazione, il suo arricchimento processuale, verso la consistenza delle sue linee virtuali di biforcazione e differenziazione, in breve verso la sua eterogeneità ontologica", grazie alla quale potrebbe assumere gli stessi compiti attesi dalle ideologie e dai progetti politici rivoluzionari.

### Contesto
(Deleuze e Guattari)
La schizoanalisi è stata sviluppata da Guattari come una pratica teoretica aperta in risposta alle carenze della pratica psicoanalitica francese e come culmine del suo lavoro con la psicoterapia istituzionale presso la clinica La Borde. Guattari si confrontava regolarmente con l'uso del complesso di Edipo come punto di partenza per l'analisi e con la dinamica disomogenea della figura autoritaria dello psicoanalista in relazione al paziente. Guattari era interessato ad una pratica che potesse ricavare, da dati sistemi di enunciazione e strutture soggettive, nuovi "assemblaggi [agencements] di enunciazione" capaci di forgiare nuove coordinate di analisi, e di creare proposizioni e rappresentazioni impreviste dal punto di vista della psicosi che avrebbero fornito conclusioni positive all'analisi.
(Philip Goodchild)
Deleuze inizierà più tardi a staccarsi da questo quadro, affermando nel 1973 che "non vogliamo più parlare di schizoanalisi, perché ciò equivarrebbe a proteggere un tipo particolare di fuga, la fuga schizofrenica".

## Concetti
(Philip Goodchild)
Nel carteggio di David Burrows e Simon O'Sullivan, la schizoanalisi è un progetto di "esperimenti che si discostano e dissolvono il sé e altre configurazioni e modalità di organizzazione, ma che propongono anche che un individuo sia composto da una diversità di disparate individuazioni, di altre durate, sia organiche che inorganiche [...] è la schizoanalisi che rivela che un senso di sé può essere realizzato o meno". Deleuze e Guattari stessi hanno riassunto la pratica schizoanalitica nel quarto capitolo dell'Anti-Edipo, "Introduzione alla schizoanalisi", insistendo sulle domande "Quali sono le tue macchine desideranti? cosa metti in queste macchine? qual è il risultato? come lavorano? quali sono i tuoi sessi non umani?". In questo senso, hanno sviluppato quattro tesi di schizoanalisi:
1. Ogni investimento libidinale inconscio è sociale e ha un campo socio-storico.
2. Gli investimenti libidinali inconsci del gruppo o del desiderio sono distinti dagli investimenti preconsci di classe o interesse.
3. Gli investimenti libidinali non familiari del campo sociale sono primari in relazione agli investimenti familiari.
4. Gli investimenti libidinali sociali si distinguono secondo due poli: un polo reazionario paranoico e un polo rivoluzionario schizoide.

### Gli schizoanalisti
(Deleuze e Guattari)
Uno schizoanalista non può essere considerato una sorta di decostruzionista; Nei termini di Guattari, superano ciò che è inteso essere un logos attraverso un soggetto macchina-testo con stato di un oggetto parziale per esprimere una prassi-schiavitù chiamata - nel francese di Deleuze e Guattari potenza, e l'esperienza di un processo di macchina schiavizzante. La schizoanalisi si rivolge al ressentiment guidando il soggetto nevrotico a uno stato rizomatico di divenire. La schizoanalisi usa la psicosi come modello diagrammatico figurativo-filosofico, creando macchine astratte che vanno oltre un simulacro semiotico, generando una realtà non presente in precedenza. Contraddistinto dall'assioma psicoanalitico di mancanza che genera il nocciolo insito nel soggetto, la schizoanalitica produzione desiderante di intensità decodifica "territori rappresentativi" attraverso l'auto-generazione del soggetto-divenire-CsO come molteplicità. La produzione desiderante è una virtualità di diventare-intensi, divenire-altro La schizoanalisi deterritorializza-riterritorializza trovando assemblaggi attraverso una produzione desiderante rizomatica.

### Corpo senza organi
Il corpo senza organi è un concetto metafisico di Deleuze e Guattari che in Mille piani considerano "l'unico oggetto pratico della schizoanalisi". È lo stato di libertà che chiamano "l'improduttivo, lo sterile, il non generato, l'inconsumabile". I corpi senza organi vengono prodotti dall'inconscio quando la produzione desiderante raggiunge il suo terzo stadio non produttivo; un corpo senza organi è "prodotto nel suo insieme, ma nel suo posto particolare all'interno del processo di produzione, accanto alle parti che non unifica né totalizza". Deleuze scriveva, prima del suo lavoro con Guattari, nel saggio Logica del senso che "un corpo senza organi, senza bocca né ano, avendo rinunciato a ogni introiezione o proiezione, ed essendo completo, a questo prezzo", è "chiuso su un tutta la profondità senza limiti e senza esteriorità."

### I quattro funtori
I quattro funtori, o dimensioni ontologiche, sono concetti che furono dispiegati da Guattari all'interno di un tipico modello clinico dell'inconscio, e che sono sintetizzabili nel seguente schema:
1. Flussi: trasformazioni materiali, energetiche e semiotiche (ad esempio, la libido)[21]
2. Territori: soggettivazioni esistenziali finite (ad esempio, la nozione di sé e il processo di transfert)[21]
3. Universi di riferimento (valore): alterazioni enunciative incorporee virtuali (ad esempio, i complessi e il processo di sublimazione)[21]
4. Phylum (macchinico): pulsione alla deterritorializzazione (ad esempio, la nozione di rottura come svolta in Deleuze e Guattari e il sinthomo lacaniano)[21][22]

Il territorio (primo assemblaggio che appare attraverso la decodificazione) è il campo sociale della deterritorializzazione e della riterritorializzazione, mentre il flusso e il phylum sono le componenti di macchine astratte. Con questi funtori ci sono quattro componenti circolari che germogliano e formano rizomi:
1. La componente generativa: lo studio della semiotica del misto concreto; le loro mescolanze e variazioni, tracciando la semiotica mista.
2. La componente trasformazionale: lo studio della semiotica pura; le loro trasformazioni-traduzioni e la creazione di nuove semiotiche, facendo germogliare lungo le linee dei tracciati.
3. La mappa trasformazionale dei regimi, con le loro possibilità di traduzione e creazione.
4. La componente diagrammatica: il Reale come diagramma sincronico-parallelo assoluto della Realtà (o Natura), che supera tutti i regimi di segni mediante la fusione di contenuto ed espressione[26].
5. La componente macchinica: lo studio dei concatenamenti che realizzano macchine astratte, semiotizzando contemporaneamente materia di espressione e fisicizzando materia di contenuto, delineando il programma dei concatenamenti che distribuiscono tutto e portano una circolazione di movimento con alternative, salti e mutazioni.